# 潮差

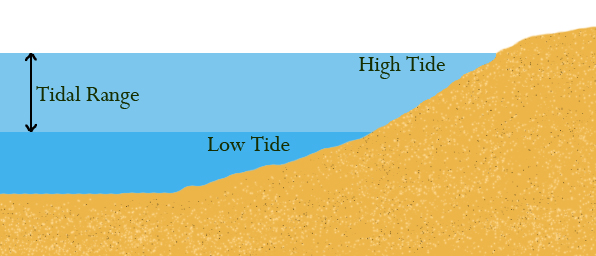
潮差是高潮與低潮之間的落差

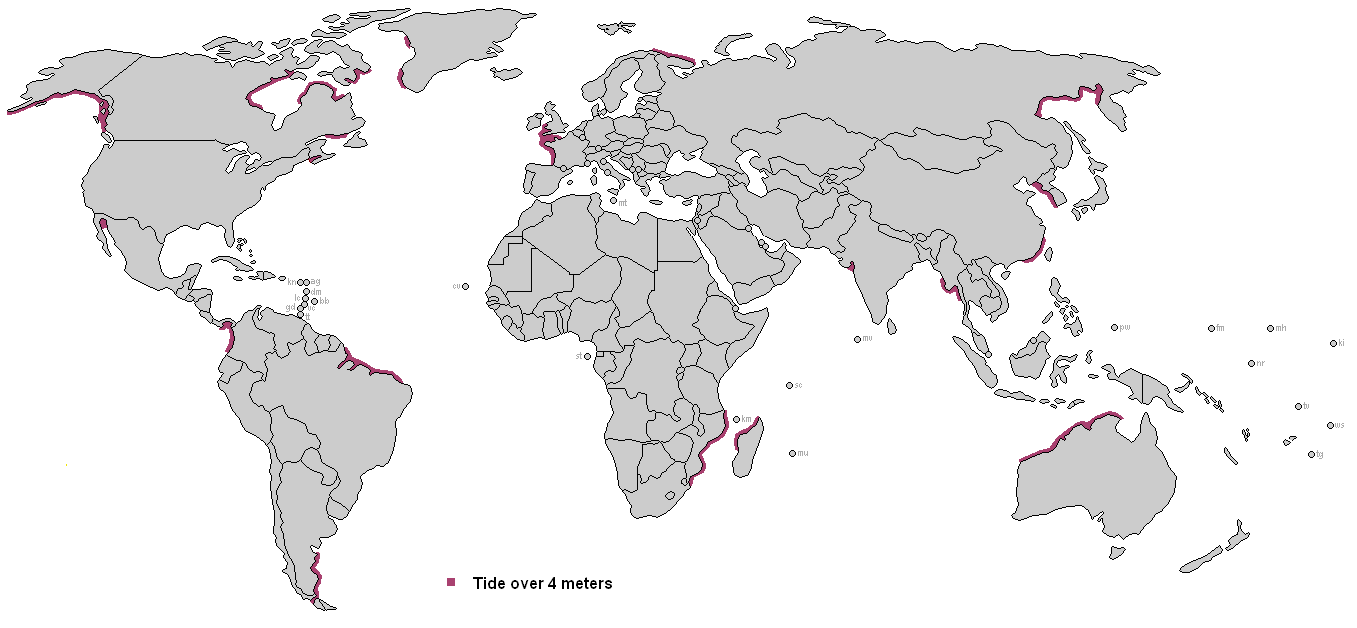
潮差超過4公尺的海岸

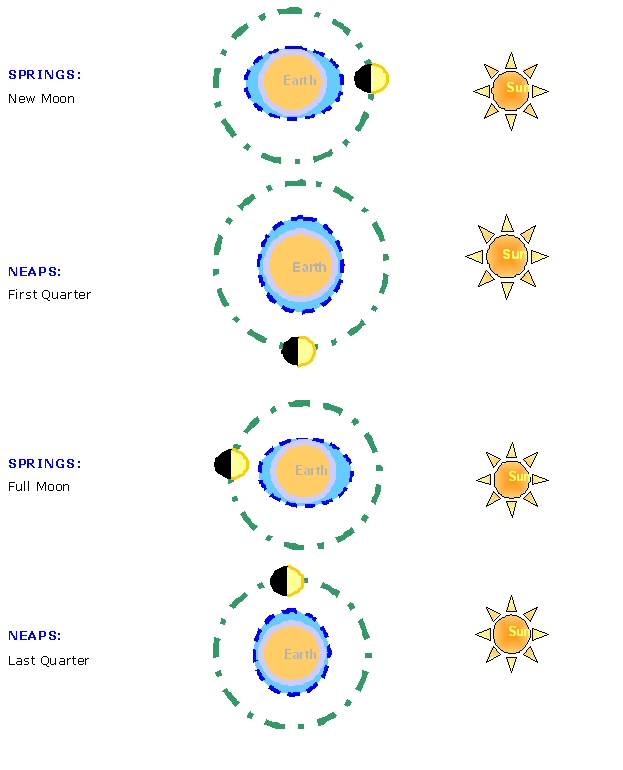
月球與太陽引力如何影響地球潮汐

潮差是指一个潮汐周期内，最高潮與最低潮水位之間的落差。潮汐是海洋受到地球自转以及月球和太阳的万有引力共同作用引起的涨落现象。
潮差大小和太陰盈虧有關。朔望後一二日，潮差最大，稱大潮(Spring tide)﹔在上下弦月附近，潮差最小，稱小潮(Neap tide)。

## 潮差大小
潮差受到月球與太陽引力的影響：新月與滿月時，太陽、地球、月球呈一直線，潮差最大，稱作「大潮」；上下弦月時，三者呈直角，潮差最小，稱為「小潮」。另一個影響潮差的因素為月球與地球之距離遠近，月球距離地球近時潮差較大、距離地球遠時潮差較小。

## 紀錄
加拿大的芬迪灣是世界上潮差最大的地方，在灣內東側一個名叫諾爾的小海灣裡，最大潮差曾達到17米，每次漲潮時，有多達1,600億噸的海水衝進芬迪灣，超過全世界所有淡水河水量的總合。一路往前衝的潮水甚至湧入佩提科迪亞克河（Petitcodiac River），將河水推高，逆向倒流。
中國沿海潮差分佈則是東海沿岸最大，渤海、黃海次之，南海最小。台灣東海岸潮差變化不大，平均潮差約一公尺;東北角和西南海岸潮差最小；苗栗至台中一帶潮差最大，平均約4公尺。
| 排名 | 地點                                                       | 潮差              |
| ---- | ---------------------------------------------------------- | ----------------- |
| 1    | Burntcoat Head, 米納斯灣, 芬迪灣，新斯科舍省               | 38.4英尺（11.70） |
| 2    | Horton Bluff, Avon River, 米納斯灣 ,芬迪灣，新斯科舍省     | 38.1英尺（11.61） |
| 3    | Amherst Point, Cumberland Basin,芬迪灣，新斯科舍省         | 35.6英尺（10.85） |
| 4    | Parrsboro (Partridge Island), 米納斯灣 ,芬迪灣，新斯科舍省 | 34.4英尺（10.49） |
| 5    | 霍伯威爾角, Petitcodiac River, 芬迪灣, 新斯科舍省          | 33.2英尺（10.12） |
| 6    | Joggins,芬迪灣，新斯科舍省                                 | 33.2英尺（10.12） |
| 7    | Leaf Lake, 昂加瓦灣, 魁北克省                              | 32.0英尺（9.75）  |
| 8    | 布里斯托港，英格蘭                                         | 31.5英尺（9.60）  |
| 9    | Grindstone Island, Petitcodiac River,芬迪灣, 新斯科舍省    | 31.1英尺（9.48）  |
| 10   | Spencer Island,芬迪灣，新斯科舍省                          | 30.5英尺（9.30）  |